# Cmentarz prawosławny w Białej Podlaskiej
Cmentarz prawosławny w Białej Podlaskiej – prawosławny cmentarz w Białej Podlaskiej, między ulicami Terebelską i Żytnią.
Cmentarz został założony w 1826 jako unicki, w niewielkiej odległości od miejskiego cmentarza rzymskokatolickiego. W tym samym roku w jego obrębie zbudowana została cerkiew św. Onufrego. Nekropolia (podobnie jak cerkiew) przeszła na własność wyznawców prawosławia w 1875, po likwidacji unickiej diecezji chełmskiej, kiedy także w Białej Podlaskiej parafia unicka została przekształcona w prawosławną. Na cmentarzu przetrwało kilkanaście nagrobków z XIX w. (kamiennych lub żeliwnych), z czego najstarsze pochodzą z 1876. Z XIX w. pochodzą m.in. nagrobki Natalji Wyzczikowej (1882), Grigorija Girgasa (1883), Eustachy Tarnogórskiej (1892), Nikołaja Safonowa (1895) oraz Fiodora Nadina (1900); ten ostatni zdobiony jest pełnopostaciową rzeźbą anioła. W granicach cmentarza znajduje się również kapliczka przydrożna z końca XVIII w..
W 1938 cerkiew św. Onufrego została zniszczona podczas akcji polonizacyjno-rewindykacyjnej. Na jej miejscu ustawiono w 1956 nową cerkiew przeniesioną z Cycowa. W latach 80. XX wieku zastąpiła ją czynna do dziś cerkiew Świętych Cyryla i Metodego, natomiast świątynię z Cycowa przekazano do Dobratycz.
Na nekropolii znajdują się nagrobki prawosławnych duchownych (Stefana Semenowicza, Aleksandra Bironta, Władimira Tatarowa), inspektorów gimnazjum w Białej Podlaskiej z okresu zaboru rosyjskiego, rosyjskich oficerów bialskiego garnizonu. Ponadto pochowano na nim czterech działaczy Komunistycznej Partii Zachodniej Ukrainy rozstrzelanych przez Niemców 23 listopada 1943 na bialskim Placu Wolności, inne ofiary okupantów hitlerowskich, jak również Iwana Pasternaka, ukraińskiego działacza politycznego, zamordowanego w 1943 przez polskie podziemie.

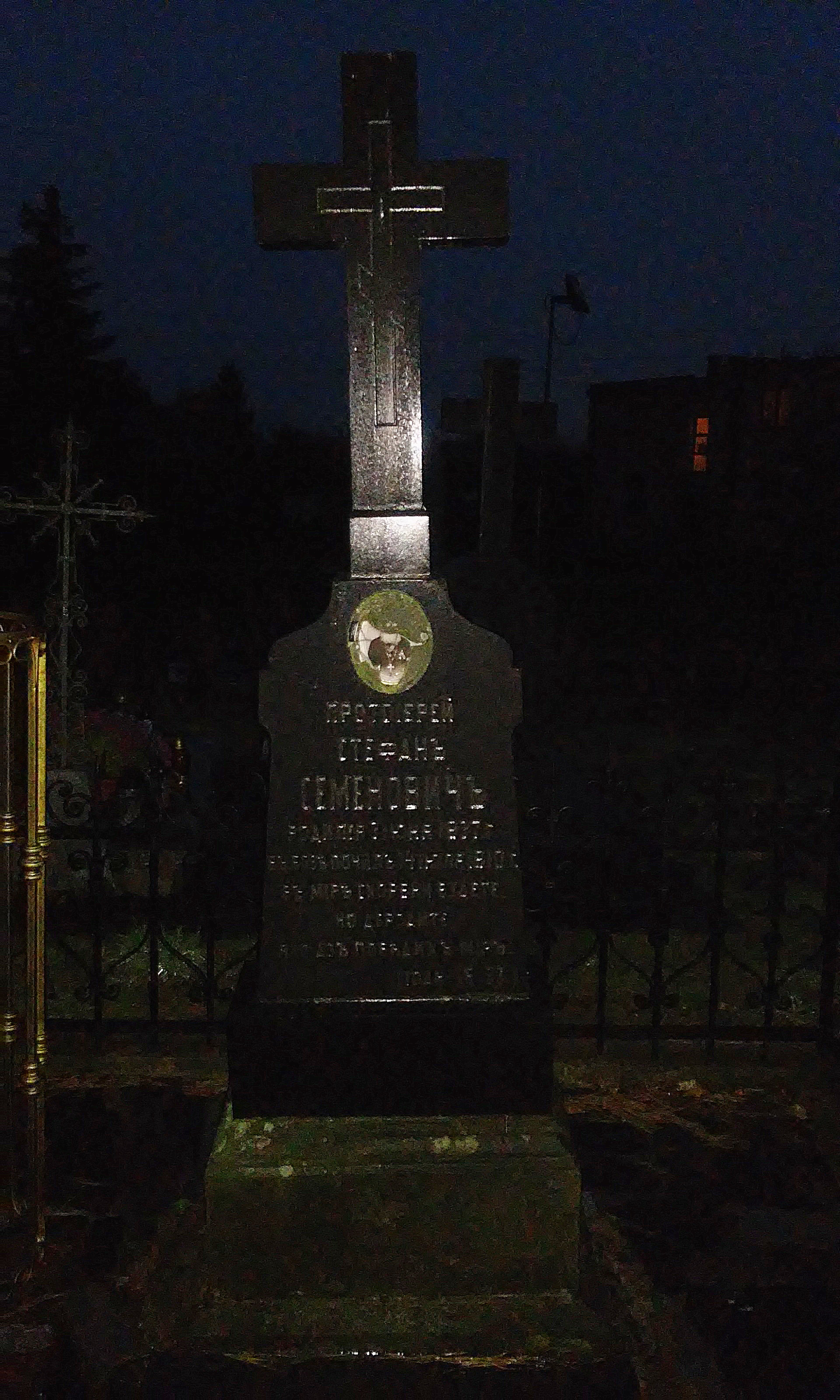
Grób protoprezbitera Stefana Semenowicza
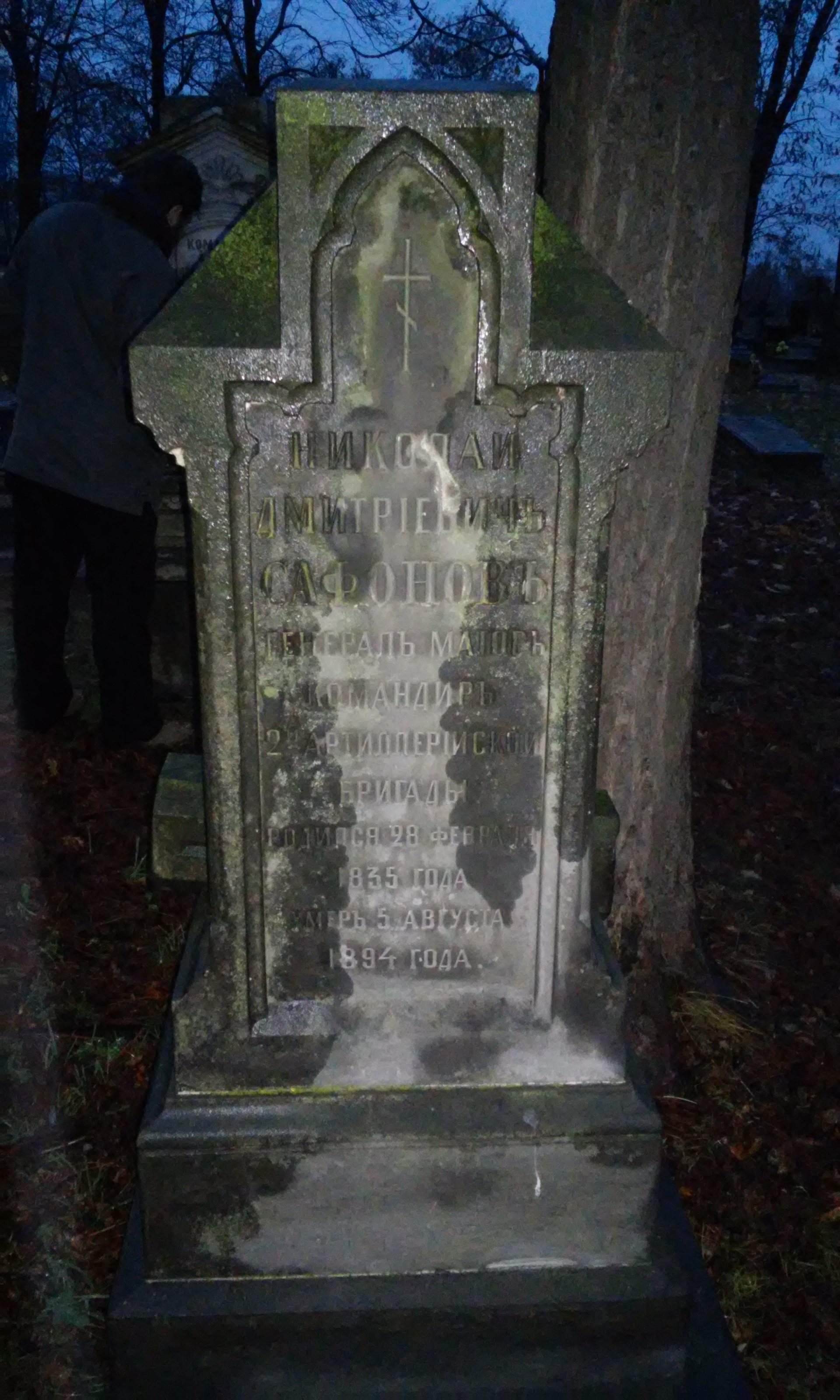
Grób gen. Nikołaja Safonowa z 1895
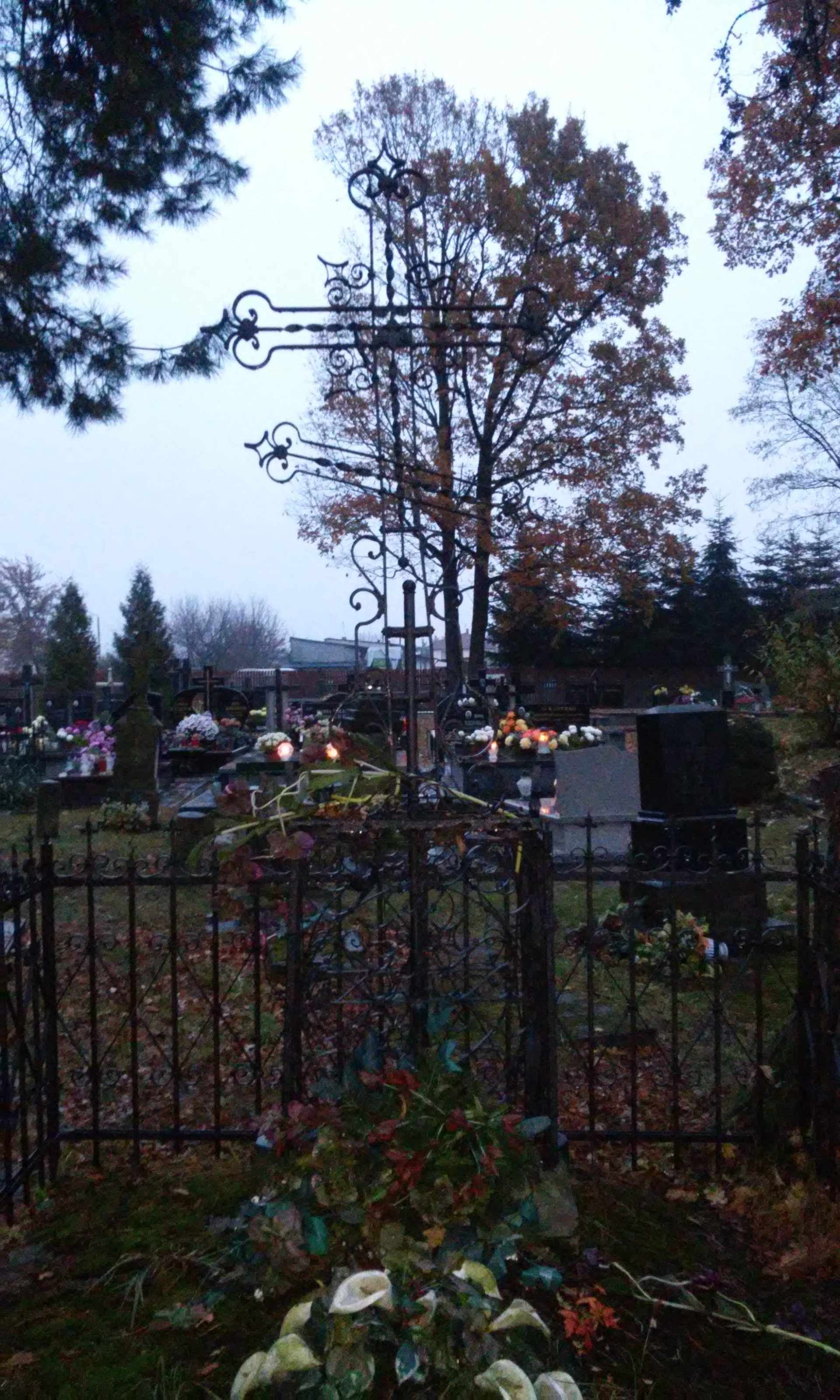
Jeden z żeliwnych krzyży nagrobnych z II poł. XIX w./pocz. XX w.
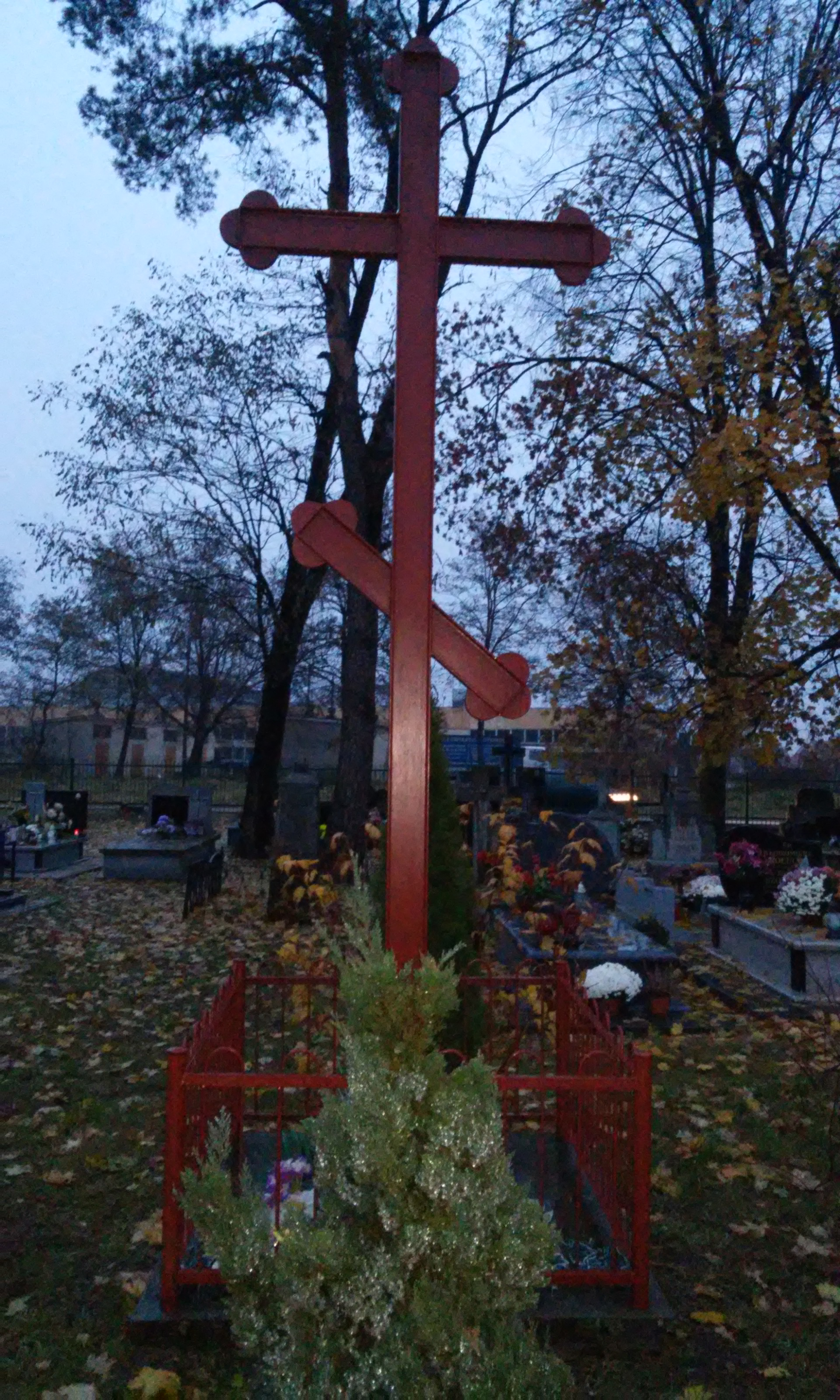
Krzyż na miejscu zburzonej w 1938 cerkwi św. Onufrego
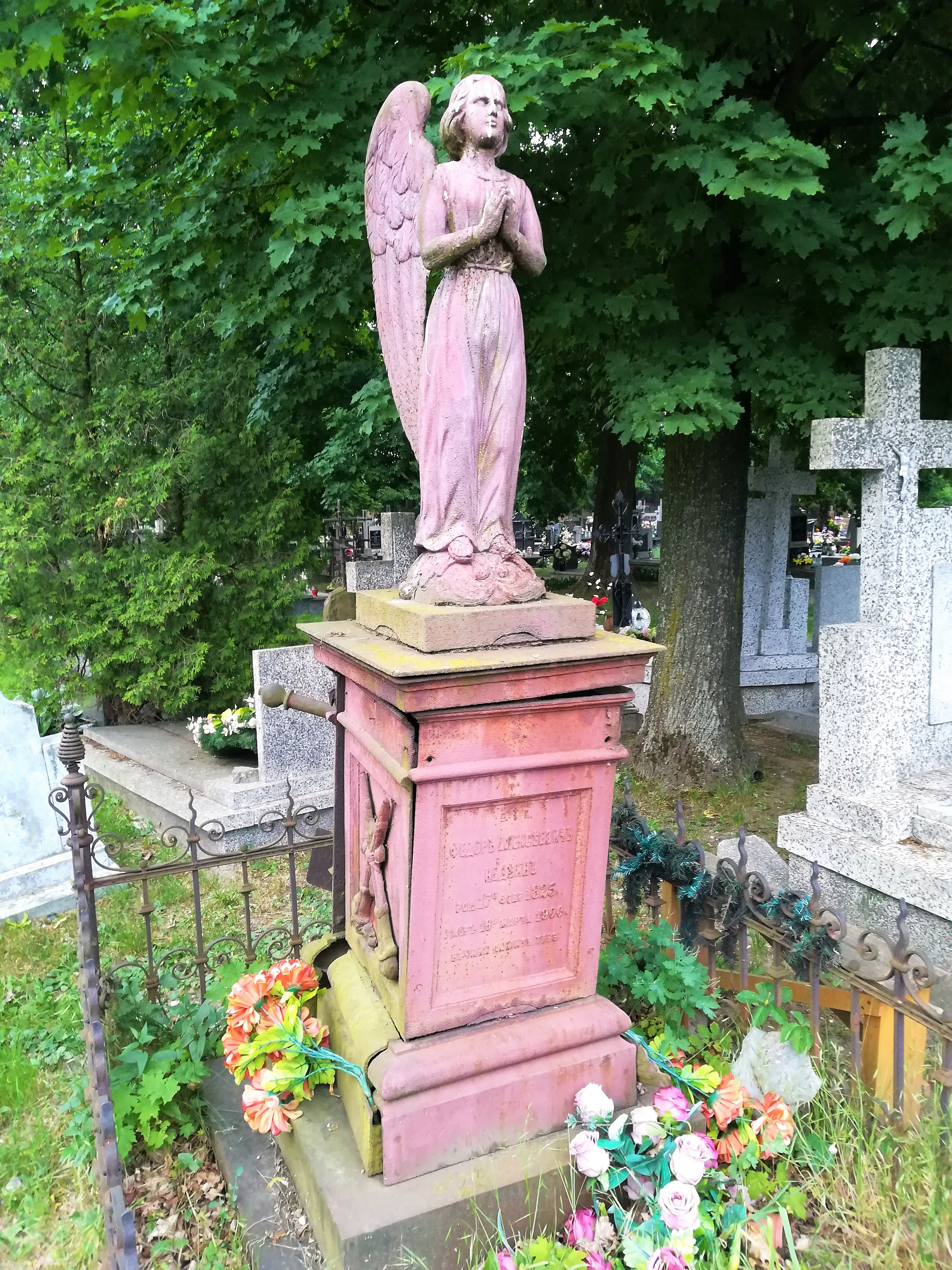
Grób Fiodora Nadina (1900)